# گمینا توژم
گمینا توژم (به لهستانی:  Gmina Torzym) یک گمینا در لهستان است که در شهرستان سولنچین واقع شده‌است. گمینا توژم ۳۷۴٫۸۷ کیلومتر مربع مساحت و ۶٬۷۹۶ نفر جمعیت دارد.